# Bacino di Foxe
Il bacino di Foxe (in inglese: Foxe Basin) è un bacino marino situato nell'Artico canadese, nel territorio autonomo del Nunavut. Per la maggior parte dell'anno è ricoperto di ghiaccio o è bloccato dalla presenza di iceberg.
Le fredde acque del bacino Foxe, ricche di sostanze nutritive, sono particolarmente favorevoli per il fitoplancton e le numerose isole presenti sono habitat importanti per uccelli, tra cui gabbiani di Sabine. La balena franca della Groenlandia migra verso la parte settentrionale del bacino ad ogni estate.

## Geografia
Il bacino Foxe si trova a nord della baia di Hudson a cui è messo in comunicazione attraverso canale di Foxe. Il bacino è delimitato a sud dalla penisola di Foxe, a est e a nord dalla costa occidentale dell'isola di Baffin, e ad ovest dalla costa orientale della penisola di Melville e dalla costa settentrionale dell'isola di Southampton. A nord-ovest il bacino è separato dalla golfo di Boothia attraverso il Fury and Hecla Strait. Vi è un altro collegamento con la baia di Hudson a nord dell'isola di Southampton attraverso il Frozen Strait.
Il bacino di Foxe ha una lunghezza massima di 600 km e una larghezza di 450 km. Contiene al suo interno numerose isole, tra cui le più grandi sono l'isola del Principe Carlo, l'isola Bray, l'isola Air Force, Koch, Rowley, Foley, Jens Munk e Spicer.

## Storia
Il nome del bacino è in onore dell'esploratore inglese Luke Foxe che fu il primo navigatore conosciuto ad aver avventuravano le sue acque lungo la costa occidentale dell'isola di Baffin nella sua spedizione del 1631.